# Cmentarz Kirjat Sza’ul
Cmentarz Kirjat Sza’ul (hebr. בית העלמין קריית שאול, Bejt ha-Almin Kirjat Sza'ul) – nekropolia Tel Awiwu. Cmentarz ma powierzchnię 32 ha, i są na nim pochowane około 92 tys. zmarłych.
Cmentarz jest położony w północno-wschodniej części miasta tel Awiw, w osiedlu Newe Gan.

## Historia
Potrzebę utworzenia nowego cmentarza miejskiego Tel Awiwu zauważył w 1943 przewodniczący Rady Religijnej miasta, Dawid-Cewi Pinkas. Dotychczasowy cmentarz Nahalat Icchak nie miał wystarczająco dużo miejsca dla celów grzebalnych. Rozpoczęto więc wówczas starania o nabycie nowych gruntów, które zakupiono w 1949.

## Pomniki

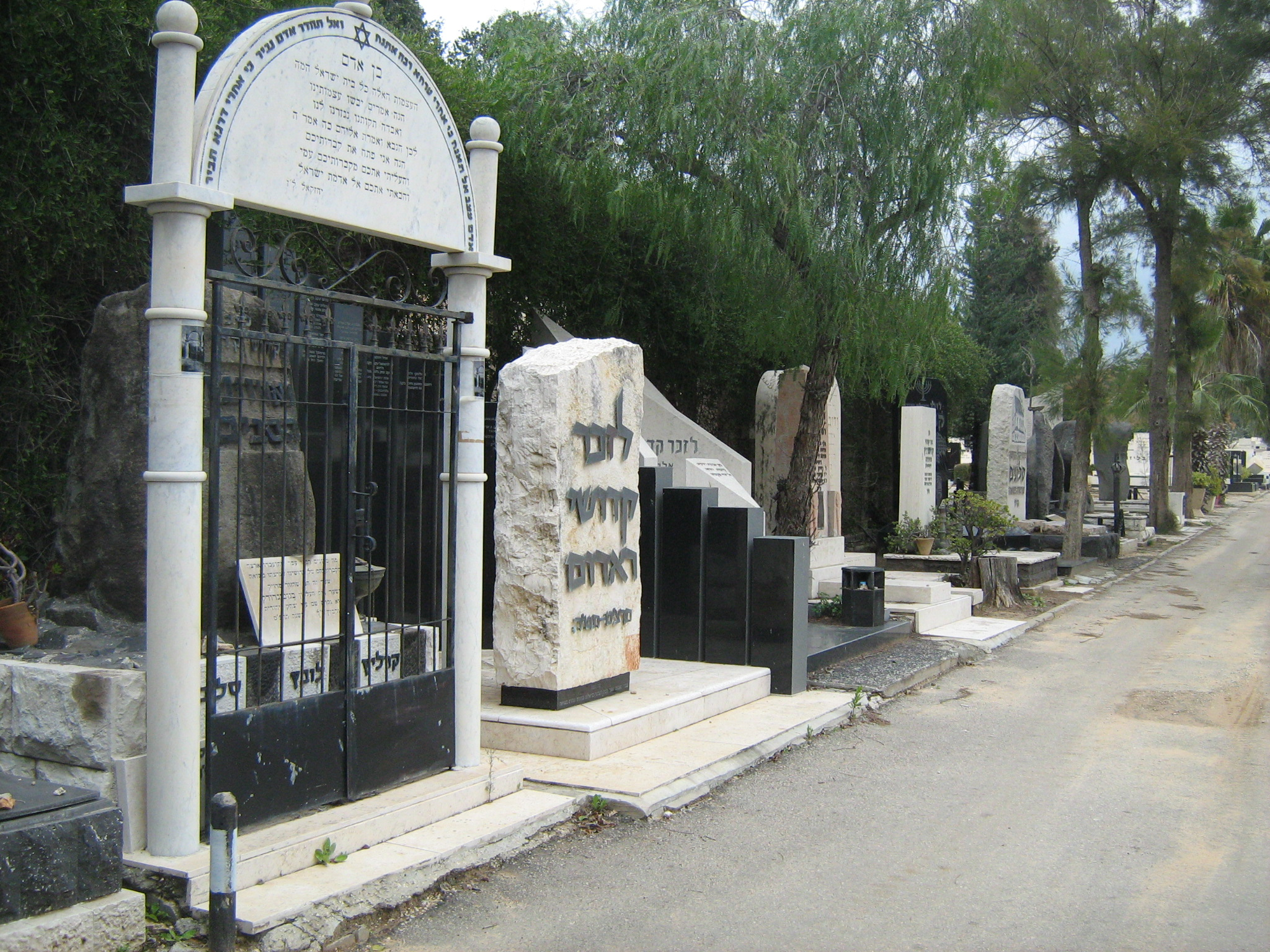
Pomniki ofiar Holocaustu

Podobnie jak na innych izraelskich cmentarzach, także i tutaj znajdują się pomniki upamiętniające ofiary Holocaustu. Na cmentarzu powstała wydzielona kwatera dla Sprawiedliwych wśród Narodów Świata.
W pobliżu bramy wejściowej na cmentarz są pochowane ofiary ataku terrorystycznego na izraelską ekipę sportowców podczas XX Igrzysk Olimpijskich w Monachium. Na cmentarzu istnieje także wydzielona część dla ofiar innych zamachów terrorystycznych.
We wschodniej części cmentarza znajduje się wydzielona część cmentarza wojskowego.

## Transport
Z cmentarza wyjeżdża się na wschód na drogę nr 482  (Tel Awiw-Herclijja), którą jadąc na północ dojeżdża się do autostrady nr 5  (Tel Awiw-Ari’el).